# Wulfrida
Wulfrida z Wessexu (latinsky Wilfrida) (9. století? – 9. století?) byla manželkou krále Ethelreda a královna Wessexu v průběhu 9. století. O jejím životě se nedochovaly téměř žádné záznamy. 
Byla svědkem podpisu charty z roku 868, v němž je označená jako regina (královna). Charta je zmíněna v Codexu Wintoniensis, ale další primární zdroje ji nezmiňují. Stephanie Hollisová poznamenává, že v roce 868 byl budoucí král Alfréd Veliký v manželství s Mercienkou a jméno Wulfrida  vypadá jako mercienského původu.
Wulfrida je považována za pravděpodobnou matku Æthelhelma (asi 865 – asi 890) a Æthelwolda (zemřel 902), vůdce Æthelwoldovy vzpoury.